# ケータイ刑事 銭形零
『ケータイ刑事 銭形零』（ケータイでか ぜにがたれい）は、2004年10月3日から2005年3月27日までBS-iで放送されたテレビドラマ。ケータイ刑事 銭形シリーズの第4作目。1st、2nd両シリーズともに全13話（計26話）。主演は夏帆。

## 概要

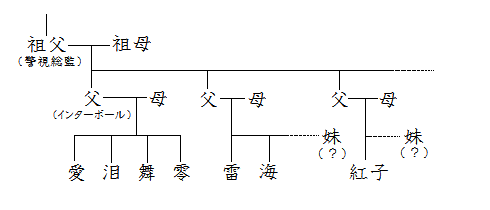
銭形家の家系図

警視総監を祖父に持つIQ180の女子中学生で、銭形四姉妹の四女・銭形零が、携帯電話を武器に難事件を解決する刑事ドラマ。
1stシリーズの相棒刑事役は、シリーズ前作『ケータイ刑事 銭形泪』から引き続き、高村一平役の草刈正雄だったが、2ndシリーズで五代潤役の山下真司に代わった。最新作『ケータイ刑事 銭形結』までにおいて、零の設定年齢はシリーズ最年少である。また、主演の夏帆は当時13歳であり、シリーズ歴代の主演者の中でも最年少である。
2ndシリーズ第9話をもって、ケータイ刑事シリーズの放送は100回目を迎えた。そのため、100回放送記念特別企画が、第9話（100回目）を前編、第10話（101回目）を後編として、2話にまたがって放送された。
2006年2月4日に池袋シネマサンシャインにて、映画『ケータイ刑事 THE MOVIE バベルの塔の秘密〜銭形姉妹への挑戦状』の公開初日舞台挨拶が行われた際、銭形泪役の黒川芽以と銭形舞役堀北真希のケータイ刑事シリーズ卒業式が行われたが、夏帆は卒業せずに皆勤賞を授与され、今後の同シリーズへの出演の可能性が残された。
その後、シリーズ劇場版第2弾となる映画『ケータイ刑事 THE MOVIE2 石川五右衛門一族の陰謀〜決闘!ゴルゴダの森』（2007年3月10日公開）への出演が決まった。そして新宿トーアにおける公開初日舞台挨拶で再び皆勤賞を授与され、高校進学以降もケータイ刑事を継続することが決定。丹羽多聞アンドリウプロデューサーはMOVIE2公式本において3rdシリーズの可能性を示唆していたが、最新作『ケータイ刑事 THE MOVIE3 モーニング娘。救出大作戦!〜パンドラの箱の秘密』には出演していない。

### 特記
- 1stシリーズでは、零・高村・柴田の捜査役3人全員が左利きである（演じた役者本人たちも全員左利きである）。この設定は劇中でも使われた。なお、零は銭形4姉妹の中で唯一の左利きである。
- 劇中、零は夏帆に似ていると言われたが、零は夏帆について知らないという設定になっている。
- 主演の夏帆は、「三井のリハウス」の第11代リハウスガールであるためか、放送前には「三井のリハウス」のCMが、1分間連続して放送された。
- 1stシリーズ第1話や映画版第1作目に出てくる「モリマーの最終定理」は「フェルマーの最終定理」が元ネタだが、モリマーの語源は『ケータイ刑事 銭形泪』の「アナザーストーリー シベリア超特急刑事」に登場した「まりも」の逆読みである。なお、「フェルマー」の名も劇中で登場している。
- 2ndシリーズ放送当時、山下真司はテレビ朝日系で放送中のドラマ『富豪刑事（ふごうけいじ）』に鎌倉警部役で出演中だったが、2005年1月30日放送の『ケータイ刑事 銭形零』2ndシリーズ第5話にも鎌倉警部役のまま出演した。現在放送中のドラマに、他局で放送中のドラマのキャラクターが出演することは極めて異例である（ただし、劇中の台詞では「富豪刑事（ふごうでか）」と言っていた）。
- 2ndシリーズ第4話において「理想の刑事」という架空のドラマが登場するが、このドラマの中で夏帆は松雪万里華役、山下真司は主役の長塚時雄役で出演している。また、ケータイ刑事シリーズは他の作品に銭形4姉妹やその従姉妹が出演することはないが『ケータイ刑事 銭形泪』1stシリーズのポスターが映るシーンがあり、そこには泪（と五代）の顔が映し出されている。この回は『ケータイ刑事 銭形泪』の地上波再放送で起きた放送事故をネタにしたエピソードであるため、ジョーク上の演出だと思われる。
- 銭形四姉妹編の最後ということもあってか、番組のオープニングでは、英語での歌詞が姉たちについて歌われていたり、姉たちが犯人捕獲の際にストラップを投げるシルエット映像が使われている。
- 1stシリーズ第11話では舞から、第12話では泪から零の携帯電話にメールが送られてきた。
- ポスターおよびDVD-BOXのジャケットは、1stシリーズ・2ndシリーズの計2種類ある。
- 零の決めポーズである「レレレ?」は丹羽多聞アンドリウ自身考案ではなく、丹羽多聞アンドリウの愛娘がやっていたものだと『ケータイ刑事 銭形海』の舞台公演で金剛地武志らに暴露された。ちなみにこのことはケータイ刑事マニアルBOOKでも語られていた。

## 登場人物
キャスト
- 銭形零：夏帆
- 高村一平：草刈正雄（1stシリーズの出演）
- 五代潤：山下真司（2ndシリーズの出演）
- 柴田太郎：金剛地武志
- 遠州理津：佐藤二朗
- 「警視庁から入電中」ボイス：小林麻耶（TBSアナウンサー）

## 放送リスト

### 1stシリーズ
| 話数 | タイトル                                                              | 脚本       | 演出       | 出演ゲスト等                 | 初回放送日    |
| ---- | --------------------------------------------------------------------- | ---------- | ---------- | ---------------------------- | ------------- |
| 1    | 天才中学生刑事登場！ ～世界最大の難問・モリマーの最終定理殺人事件     | 林誠人     | 佐々木浩久 | 小野寺昭、宝積有香           | 2004年10月3日 |
| 2    | 死を招くハリセン？～完全密室殺人事件                                  | 福田裕子   | 安藤尋     | 久本朋子                     | 10月10日      |
| 3    | 死の19番ホール～ゴルフ場殺人事件                                      | 中邨武尊   | 佐々木浩久 | 岩崎ひろみ                   | 10月17日      |
| 4    | 露の秘宝を守れ！～銭形零探偵団VS怪人八面相                            | 渡辺千穂   | 安藤尋     | 久松信美                     | 10月24日      |
| 5    | さよなら、アンドリウ～キラークイーン殺人事件                          | 林誠人     | 森嶋正也   | 宝積有香                     | 10月31日      |
| 6    | 百年に一度の瞬間移動～ハロウィンの動く城殺人事件                      | いずみ吉紘 | 井口昇     | 岡元夕紀子                   | 11月7日       |
| 7    | 金は天下の回り物!?～福沢U吉誘拐事件                                   | 中山智博   | 三原光尋   |                              | 11月14日      |
| 8    | ハッタリ君のはったりを暴け！～忍者殺人事件                            | 福田裕子   | 森嶋正也   |                              | 11月21日      |
| 9    | 引越しする死体!?～幻の殺人事件                                        | 中邨武尊   | 安里麻里   | 岡本信人                     | 11月28日      |
| 10   | 韓国のスター・ゴ様登場！～真冬のソナタ殺人事件                        | 渡辺千穂   | 三原光尋   |                              | 12月5日       |
| 11   | 殺意のステップ～赤い情熱のタンゴ殺人事件                              | 渡邉睦月   | 堀英樹     |                              | 12月12日      |
| 12   | 耳で楽しむハイビジョンドラマ？ ～雪山湯煙混浴温泉あずさ28号殺人事件！ | 中邨武尊   | 田沢幸治   | 大塚明夫、岡村明美、小林麻耶 | 12月19日      |
| 13   | バーボン刑事死す?!～無差別連続爆破事件                                | 林誠人     | 佐々木浩久 |                              | 12月26日      |

### 2ndシリーズ
| 話数 | タイトル                                                                   | 脚本               | 演出       | 出演ゲスト等                                 | 初回放送日   |
| ---- | -------------------------------------------------------------------------- | ------------------ | ---------- | -------------------------------------------- | ------------ |
| 1    | 帰ってきた男！～福笑いキング殺人事件                                       | 林誠人             | 佐々木浩久 | 宝積有香                                     | 2005年1月2日 |
| 2    | 移動する凶器の謎！～ダイエットクイーン殺人事件                             | 渡邉睦月           | 佐々木浩久 | 宝積有香                                     | 1月9日       |
| 3    | 時限爆弾装置の解除キーを探せ!? ～銭形零探偵団VS怪人六面相事件              | 渡辺千穂           | 刀根鉄太   | 白木みのる、久松信美                         | 1月16日      |
| 4    | おっちょこちょいなミステイク～放送事故殺人事件                             | 福田裕子           | 吉村武弘   | 本間剛                                       | 1月23日      |
| 5    | 富豪刑事もビックリ！勝手にコラボレーション ～刑事まつり殺人事件            | いずみ吉紘         | 篠崎誠     | 中原翔子                                     | 1月30日      |
| 6    | 演技が出来ずして演出が出来るか！ ～連続監督殺人事件                        | 渡邉睦月           | 山本剛義   |                                              | 2月6日       |
| 7    | 音声スタッフは語る～ノイズに埋もれた殺人事件                               | 奥泉秀信、渡辺千穂 | 浜弘大     |                                              | 2月13日      |
| 8    | 基本的にアレな訳なんだけど～銭形零の悪夢                                   | 佐藤二朗           | 田沢幸治   | 林和義、佐藤二朗                             | 2月20日      |
| 9    | ケータイ刑事百回記念特別企画 ウマと呼ばれた男！ ～織田信長殺人事件（前編） | 林誠人             | 安藤尋     | 半海一晃、林和義、山中聡、宝積有香、佐藤二朗 | 2月27日      |
| 10   | ケータイ刑事百回記念特別企画 ウマと呼ばれた男！ ～織田信長殺人事件（後編） | 林誠人             | 安藤尋     | 半海一晃、林和義、山中聡、宝積有香、佐藤二朗 | 3月6日       |
| 11   | 小学生検事VS銭形零 ～数学王選手権大会殺人事件                              | 渡邉睦月           | 古厩智之   | 橘実里、十川史也                             | 3月13日      |
| 12   | 銭形零の殺人!?～警視庁密室殺人事件                                         | 中山智博           | 土生川明弘 |                                              | 3月20日      |
| 13   | さよなら、愛しき人！～保険金連続殺人事件                                   | 林誠人             | 佐々木浩久 | ルビー・モレノ                               | 3月27日      |

※日付はBS-i（現:BS-TBS）における初回放送日。

## DVD
ケータイ刑事 銭形零 DVD-BOX I
- DVD-Video 四枚組
- 規格番号: BBBJ-9163
- 2005年12月23日発売
- 初回特典: 銭形零オリジナルカレンダー
- 発売元: TBS
- 販売元: 株式会社ハピネット・ピクチャーズ

ケータイ刑事 銭形零 DVD-BOX II
- DVD-Video 四枚組
- 規格番号: BBBJ-9168
- 2006年1月27日発売
- 初回特典: 銭形零携帯ストラップ
- 発売元: TBS
- 販売元: 株式会社ハピネット・ピクチャーズ

## 備考
山下真司が演じる「五代潤」刑事の氏名は、嘗て山下自身が『太陽にほえろ!』出演時に演じていた「五代潤」刑事が元ネタである。